# ISO 3166-2:TW
ISO 3166-2:TW là một tổ chức quốc tế về tiêu chuẩn hóa xác định mã hóa địa lý. Nó là một tập hợp con của tiêu chuẩn ISO 3166-2 liên quan đến Trung Hoa Dân Quốc (Đài Loan). Tiêu chuẩn bao gồm 16 quận, 5 thành phố trực thuộc trung ương (Gia Nghĩa, Tân Trúc, Cơ Long, Đài Trung, Đài Nam) và 2 thành phố trực thuộc tỉnh (Cao Hùng, Đài Bắc) của Trung Hoa Dân Quốc. Mỗi mã địa lý bao gồm hai phần: mã Alpha-2 theo ISO 3166-1 cho Trung Hoa Dân quốc - TW và một mã bổ sung được ghi bằng dấu gạch nối. Một mã ba chữ cái bổ sung được hình thành trong sự đồng điệu với tên của quận, thành phố. Mã địa lý của các quận và thành phố của Trung Hoa Dân Quốc là một tập hợp con của mã. Tên miền cấp cao nhất là TW được gán cho Trung Hoa Dân quốc theo ISO 3166-1

## Mã địa lý của Trung Hoa Dân Quốc
Mã hóa địa lý gồm 16 quận và 7 thành phố của bộ phận hành chính - lãnh thổ của Trung Hoa Dân Quốc.
| Mã địa lý | Đơn vị hành chính | Cấp       |
| --------- | ----------------- | --------- |
| TW-KHH    | Đào Viên          | thành phố |
| TW-PEN    | Bành Hồ           | quận      |
| TW-TNN    | Đài Nam           | thành phố |
| TW-KEE    | Cơ Long           | thành phố |
| TW-KHQ    | Cao Hùng          | quận      |
| TW-HSZ    | Tân Trúc          | thành phố |
| TW-TNQ    | Đài Nam           | quận      |
| TW-CYI    | Gia Nghĩa         | thành phố |
| TW-ILA    | Nghi Lan          | quận      |
| TW-HSQ    | Tân Trúc          | quận      |
| TW-TXG    | Đài Trung         | thành phố |
| TW-CYQ    | Gia Nghĩa         | quận      |
| TW-MIA    | Miêu Lật          | quận      |
| TW-TPE    | Đài Bắc           | thành phố |
| TW-TXQ    | Đài Trung         | quận      |
| TW-CHA    | Chương Hóa        | quận      |
| TW-NAN    | Nam Đầu           | quận      |
| TW-TPQ    | Đài Bắc           | quận      |
| TW-TAO    | Đào Viên          | quận      |
| TW-YUN    | Vân Lâm           | quận      |
| TW-PIF    | Bình Đông         | quận      |
| TW-TTT    | Đài Đông          | quận      |
| TW-HUA    | Hoa Liên          | quận      |

## Mã hóa địa lý giáp với Trung Hoa Dân Quốc
- CHNDTH - ISO 3166-2:CN (ở phía tây bắc (ranh giới trên biển)),
- Nhật Bản - ISO 3166-2:JP (ở phía đông bắc (ranh giới biển)),
- Philippines - ISO 3166-2:PH (ở phía nam (ranh giới trên biển)).